# سی. سی. یانگ
کلمنت کالهون "سی. سی." یانگ (انگلیسی: Clement Calhoun „C. C.“ Young؛ ۲۸ آوریل ۱۸۶۹ – ۲۴ دسامبر ۱۹۴۷) یک آموزگار و سیاست‌مدار حزب جمهوری‌خواه اهل ایالات متحده آمریکا بود. یانگ در فاصله سال‌های ۱۹۲۷-۱۹۳۱ بیست و ششمین فرماندار ایالت کالیفرنیا بود